# Prix de géométrie
Le prix de géométrie est une distinction mathématique décernée par la Société mathématique du Japon en reconnaissance d'importants travaux de recherche dans le domaine de la géométrie, y compris la géométrie différentielle, la topologie et la géométrie algébrique. Il a été créé en 1987.

## Lauréats
- 1987 : Akio Kawauchi et Shoshichi Kobayashi (en)
- 1988 : Hirotaka Fujimoto
- 1989 : Kenji Fukaya et Yoshio Muto
- 1990 : Akito Futaki
- 1991 : Masaru Takeuchi et Takashi Tsuboi
- 1992 : Akira Fujiki et Norihito Koiso
- 1993 : Tomoyoshi Yoshida
- 1994 : Ryoichi Kobayashi et Tadashi Nagano (en)
- 1995 : Masaaki Umehara et Kotaro Yamada
- 1996 : Hideki Omori
- 1997 : Shigetoshi Bando et Hiraku Nakajima
- 1998 : Masahiko Kanai et Tomotada Ohtsuki
- 1999 : Kaoru Ono (en) et Takao Yamaguchi
- 2000 : Sadayoshi Kojima et Takeo Ohsawa
- 2001 : Reiko Miyaoka (en)
- 2002 : Kazuyoshi Kiyohara et Hajime Tsuji
- 2003 : Kengo Hirachi et Shigenori Matsumoto
- 2004 : Seiichi Kamada et Shin Nayatani
- 2005 : Koji Fujiwara (pt) et Ryushi Goto
- 2006 : Toshiki Mabuchi (en) et Takashi Shioya
- 2007 : Shigeyuki Morita et Ken-Ichi Yoshikawa
- 2008 : Kazuo Habiro
- 2009 : Ko Honda et Yoshikata Kida
- 2010 : Kazuo Akutagawa et Nobuhiro Honda
- 2011 : Shin-ichi Ohta et Kyōji Saitō
- 2012 : Ken'ichi Ohshika et Yukinobu Toda
- 2013 : Toshitake Kohno et Katsutoshi Yamanoi
- 2014 : Masatake Kuranishi (en)
- 2015 : Hiroshi Iritani et Osamu Saeki
- 2016 : Teruhiko Soma et Shigeharu Takayama
- 2017 : Osamu Kobayashi et Makoto Sakuma
- 2018 : Yuji Odaka et Shouhei Honda
- 2019 : Kei Irie et Masaki Tsukamoto
- 2020 : Mikiya Masuda
- 2021 : Nariya Kawazumi et Yusuke Kuno ; Jun Murakami